# Tůně u Hajské
Tůně u Hajské jsou přírodní památka v okrese Strakonice několik set metrů severně až severozápadně od vesnice Hajská, která je chráněná z důvodu tůní v nivě řeky Otavy, kde se vyskytuje stanoviště ohrožené rostliny žebratky bahenní (Hottonia palustris) a řady obojživelníků, kteří se zde rozmnožují. Tůně vznikly jako výsledek lidské těžby v dřívější době, kdy zde probíhalo rýžování zlata ve štěrkopískách usazených vlivem toku řeky Otavy.

## Historie
Oblast byla již ve středověku centrem těžby zlata a později k těžbě štěrkopísku, kdy došlo k masivní těžbě a hloubení malých děr a vysypávání horniny do menších kopců. Pozdějším zatopením tak vzniklo množství tůní a vyvýšených oblastí. Po ukončení těžby začaly sejpy zarůstat keři a nízkou vegetací s převahou vřesů, čímž došlo ke vzniku chudých pastvin. Následovaly náletové dřeviny jako vrby jívy, vrby křehké a břízy bělokoré a k osidlování oblasti množstvím živočišných druhů. Rozsáhlý výskyt obojživelníků je hlavním důvodem k tomu, že již v roce 1985 je oblast vyhlášená jako zvláště chráněné území, přesněji přírodní památka, o velikosti 6,5 ha. Vyjma množství obojživelníků přispěla k vyhlášení i druhová skladba teplomilné a suchomilné květeny rostoucí na okolních sejpech a bažinná společenství obývající tůně.

## Flóra
Z dalších ohrožených druhů rostlin se zde vyskytuje prstnatec májový (Dactylorhiza majalis), vrbina kytkokvětá (Lysimachia thyrsiflora), voďanka žabí (Hydrocharis morsus-ranae), vachta trojlistá (Menyanthes trifoliata), ptačinec bahenní (Stellaria palustris), ostřice dvouřadá (Carex disticha), okřehek trojbrázdý (Lemna trisulca) a kriticky ohrožená bublinatka obecná (Utricularia vulgaris). K dalším zajímavý rostlinným druhům patří např. puškvorec obecný (Acorus calamus), lakušník štítnatý (Batrachium peltatum), stolístek klasnatý (Myriophyllum spicatum), ostřice nedošáchor (Carex pseudocyperus), vrbovka malokvětá (Epilobium parviflorum), svízel prodloužený (Galium elongatum), suchopýr úzkolistý (Eriophorum angustifolium), zevar nejmenší (Sparganium natans), bezosetka štětinovitá (Isolepis setacea), kosatec žlutý (Iris pseudacorus), štírovník bažinný (Lotus uliginosus), sítina cibulkatá (Juncus bulbosus), rdest vzplývavý (Potamogeton natans), rozrazil štítnatý (Veronica scutellata), zevar vzpřímený (Sparganium erectum), šťovík vodní (Rumex aquaticus) a další.

## Fauna
Z obojživelníků se zde nachází ropucha obecná (Bufo bufo), ropucha zelená (Bufo viridis), kuňka obecná (Bombina bombina), rosnička zelená (Hyla arborea), skokan zelený (Pelophylax esculentus) a skokan skřehotavý (Rana ridibunda). Z ptactva zde hnízdí 43 druhů, mimo jiné zvláště chráněný krutihlav obecný (Jynx torquilla), moták pochop (Circus aeruginosus), lejsek šedý (Muscicapa striata), žluva hajní (Oriolus oriolus) či ťuhýk obecný (Lanius collurio).

## Ochrana

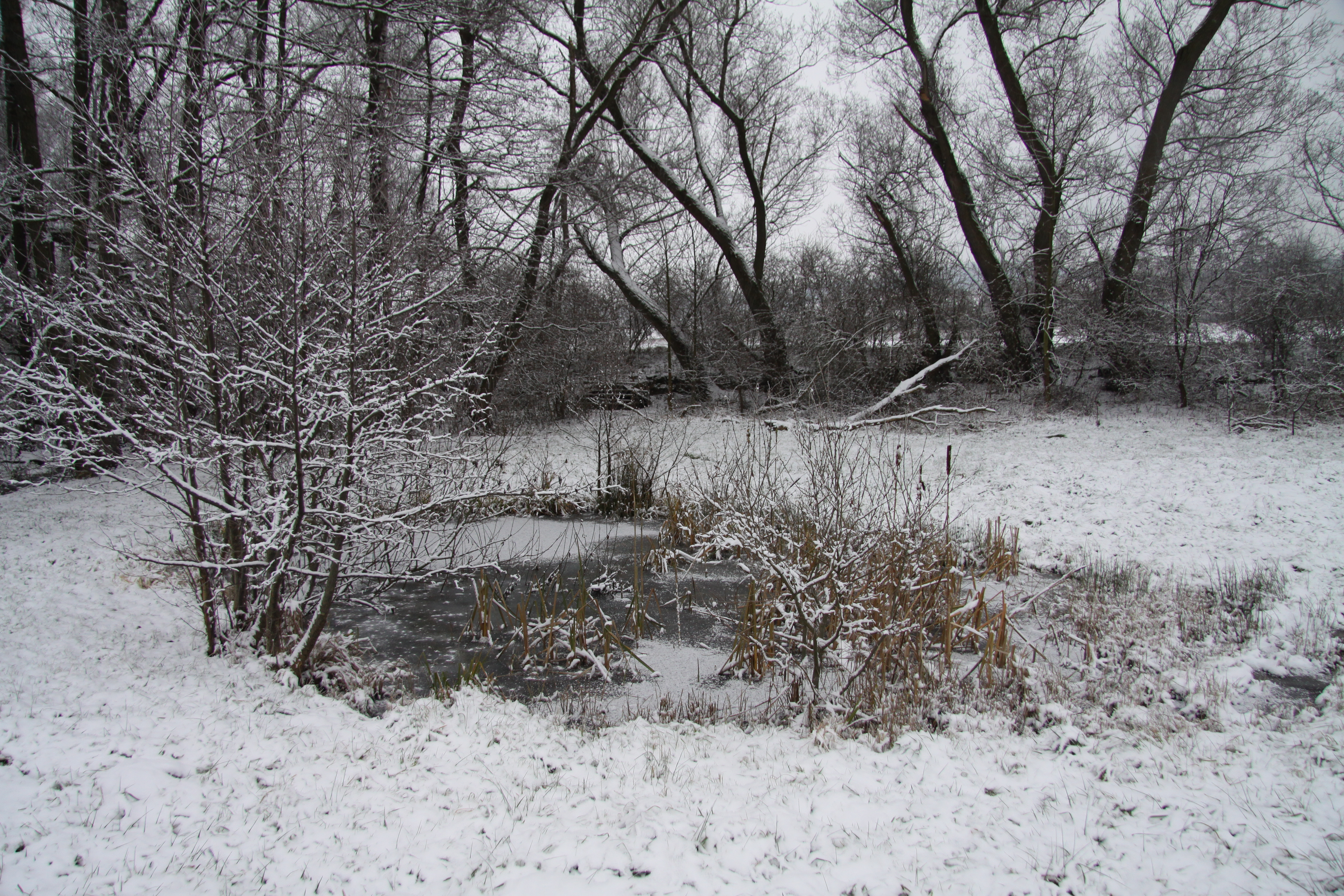
Jedna z menších tůní

Cílem péče o přírodní památku Tůně u Hajské je prohloubení postupně se zanášejících tůní zeminou a jejich úprava, vymýcení nežádoucích druhů rostlin a zvětšení území o okolní pozemky, které nejsou zemědělsky využívané. Odhadovalo se, že celý projekt obnovy památky bude stát 90 000 Kč a na obnovu získala radnice Strakonic dotaci 72 000 Kč od Jihočeského kraje.

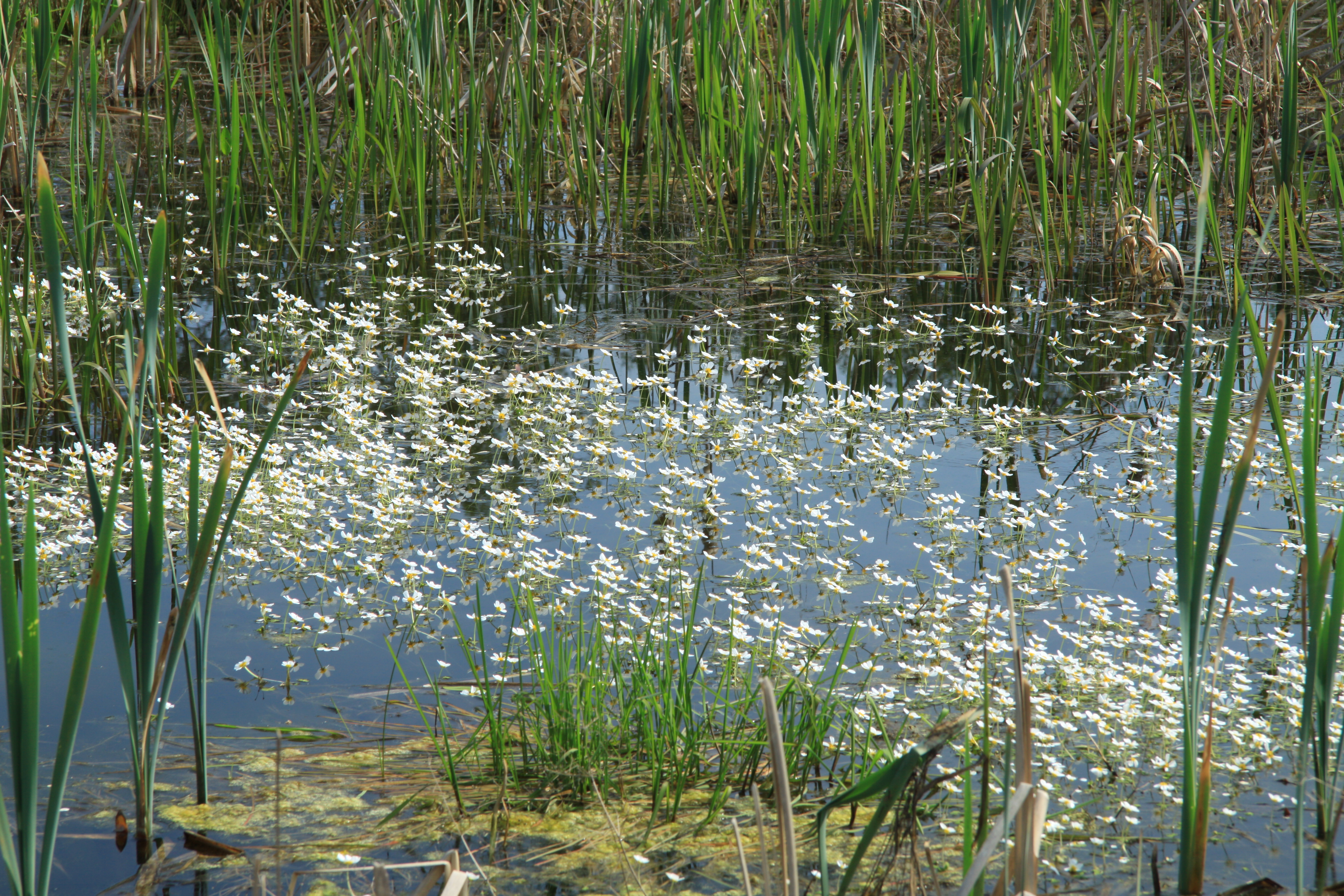
Lakušník štítnatý v jedné z tůní

Vyjma odbahnění tůní dochází i k pravidelnému kosení agresivní třtiny křovištní (Calamagrostis epigejos) a kácení náletových dřevin.